# Karl av Nassau-Siegen
Karl Henrik Nikolaus Otto, prins av Nassau-Siegen, född 5 januari 1745, död 10 april 1808, var en rysk amiral.

## Biografi
Karls farfar Imanuel Ignatius var gift med en fransk dam Charlotte de Mailly, vilken födde en son som blev förklarad oäkta i Tyskland, men erkändes i Frankrike. Prins Otto, en son till denne, tjänade i franska armén och medföljde på Bougainvilles resa kring jorden (1766–1768).
I spansk tjänst utmärkte Karl sig 1781 på Jean Claude Eléonore Le Michaud d’Arçons flytande batterier vid belägringen av Gibraltar och utnämndes som belöning därför till grandé av första klassen. 1787 gick han i rysk tjänst, varefter han av Katarina II erhöll viktiga uppdrag dels som sjömilitär, dels som diplomat.
I förening med John Paul Jones tillintetgjorde han i juni 1788 en turkisk flotta i farvattnet utanför Otjakov. Under Gustav III:s ryska krig mellan Ryssland och Sverige vann han 24 augusti 1789 vid Svensksund en framgång mot den svenska skärgårdsflottan och innestängde i förening med andra ryska flottavdelningar i juni 1790 Gustav III med den svenska sjömakten i Viborgska viken, så att den endast genom det så kallade viborgska gatloppet lyckades rädda sig.
Den 9 juli 1790 tillfogade Gustav III honom ett betydande nederlag under Slaget vid Svensksund, vilket påskyndade fredsslutet. Efter Katarina II:s död 1796 vistades prinsen tidtals i Frankrike under fåfänga försök att närma sig kejsar Napoleon.